# Сара (приток Свири)
Сара — река в России, правый приток Свири. Протекает по Олонецкому району Карелии и Лодейнопольскому району Ленинградской области.
Исток — озеро Келкозеро в Олонецком районе, южнее села Михайловское. Течёт на юг, пересекает границу с Ленинградской областью и впадает в Свирь в 90 км от её устья, в урочище Мандроги, выше устья Мандроги, ниже находящейся на противоположном берегу Свири деревни Верхние Мандроги.
Длина реки — 13 км.

## Данные водного реестра
По данным государственного водного реестра России относится к Балтийскому бассейновому округу, водохозяйственный участок реки — Свирь без бассейна Онежского озера, речной подбассейн реки — Свирь (включая реки бассейна Онежского озера). Относится к речному бассейну реки Нева (включая бассейны рек Онежского и Ладожского озера).